# Бугаевский сельский совет (Волчанский район, Харьковская область)
Буга́евский (до 2016 Революцио́нный) се́льский сове́т — входит в состав 
Волчанского района Харьковской области
Украины.
Административный центр сельского совета находится в 
село Бугаевка.

## История
- 1920 - дата образования данного Совета депутатов трудящихся в составе Волчанского уезда Харьковской губернии Украинской Советской Советской Социалистической Республики.
- С 1923 года — в составе Харьковского округа, с 1932 — Харьковской области УССР.
- После 17 июля 2020 года в рамках административно-территориальной «реформы» по новому делению Харьковской области[2][3] данный сельский совет, как и весь Волчанский район Харьковской области, был упразднён; входящие в него населённые пункты и его территории присоединены к … территориальной общине Чугуевского района.
- Сельсовет просуществовал сто лет.

## Населённые пункты совета
- село Буга́евка
- село Сосно́вый Бор
- село Шевченково Пе́рвое

## Ликвидированные населённые пункты
- село Родники